# Marika Koroibete

a Compétitions nationales et continentales officielles uniquement.

b Matchs officiels uniquement.
Dernière mise à jour le 5 août 2023.
Marika Koroibete, né le 26 juillet 1992 à Naraiwaya (Fidji), est un ancien joueur international fidjien de rugby à XIII et actuel international australien de rugby à XV jouant au poste d'ailier avec le club japonais des Saitama Wild Knights en League One depuis 2022.

## Carrière

### En club
Marika Koroibete commence sa carrière professionnelle en 2012 avec le club des West Tigers qui évolue en NRL. Il se fait rapidement remarquer en marquant un quadruplé dès son deuxième match, et inscrit un total de sept essais en six matchs disputés lors de sa première saison. Il est également nommé dans l'équipe de l'année. 
Au milieu de la saison 2014, il quitte les West Tigers pour les Melbourne Storm, qui évoluent eux aussi en NRL, pour un contrat de deux saisons et demie. Il confirme alors tout son potentiel, en marquant 34 essais en 56 matchs disputés.
En octobre 2016, il quitte le rugby à XIII pour rejoindre le XV en rejoignant la franchise des Melbourne Rebels pour la saison 2017 de Super Rugby, dans l'objectif de devenir rapidement international australien de cette discipline,. Il s'impose rapidement dans son nouveau sport, et devient l'un des meilleurs ailier australien du championnat,.
EN 2021, après six saisons avec les Rebels, il accepte une offre lucrative venant des Saitama Wild Knigkts, et part évoluer au Japon en League One,.

### En équipe nationale

#### Rugby à XIII
Marika Koroibete est sélectionné pour évoluer avec l'équipe des Fidji de rugby à XIII pour la première fois en octobre 2013 lors de la coupe du monde 2013. Il obtient un total de sept sélections entre 2013 et 2015, et inscrit deux essais. 

#### Rugby à XV
Dès l'annonce de son départ au rugby à XV, en octobre 2016, et bien que n'ayant jamais disputé un match, il est sélectionné avec l'équipe nationale australienne, les Wallabies, pour partir en Europe dans le cadre de la tournée d'automne. Il dispute son premier match sous le maillot de la sélection « Australia XV » pour la première fois pour le match de gala contre les Barbarians français le 24 novembre à Bordeaux.
Il est à nouveau appelé en sélection à l'occasion du Rugby Championship 2017, et il fait ses débuts officiels comme remplaçant lors du match contre l'Argentine le 16 septembre 2017. Il connait sa première titularisation une semaine plus tard, lors du match contre les Springboks le 30 septembre 2017, marquant un doublé à cette occasion.
En août 2019, il est sélectionné dans le groupe australien pour disputer la Coupe du monde au Japon. Il dispute quatre matchs lors de la compétition, contre les Fidji, le pays de Galles, la Géorgie et l'Angleterre.
En juin 2023, il est convoqué par Eddie Jones pour participer au Rugby Championship 2023,.

## Statistiques
Au 5 août 2023, Marika Koroibete compte 55 capes en équipe d'Australie de rugby à XV, dont 53 en tant que titulaire, depuis le 16 septembre 2017 contre l'équipe d'Argentine à Canberra. Il a inscrit 95 points, 19 essais.
Il participe à sept éditions du Rugby Championship, en 2017, 2018, 2019, 2020, 2021, 2022 et 2023. Il dispute 28 rencontres dans cette compétition.